# Кейптаунский университет
Кейптаунский университет (также Университет Кейптауна; англ. University of Cape Town — UCT, африк. Universiteit van Kaapstad) — одно из ведущих высших учебных заведений в ЮАР, расположенное в Кейптауне.

## История
1 октября 1829 года был основан Южноафриканский колледж, который считается непосредственным предшественником университета. В современном виде университет образовался в 1874 году после выделения его из состава колледжа. В середине XX века университет был одним из центров либеральной оппозиции системе апартеида. Канцлером (формальным главой университета) с 1999 года является Граса Машел, жена Нельсона Манделы.
18 апреля 2021 года на горных склонах вблизи здания университета начался сильный лесной пожар, который перекинулся на университетский комплекс и охватил кампус и библиотеку университета.

## Структура
В университете действует шесть факультетов:
- Гуманитарный факультет
- Естественнонаучный факультет
- Инженерный факультет
- Коммерческий факультет
- Факультет наук о здоровье
- Юридический факультет

## Преподаватели
- Опперман, Дирк — поэт и драматург, читал лекции в 1949—1959 гг.
- Поуп, Морис — декан гуманитарного факультета.
- Тэкери, Эндрю Дейвид — астроном.
- Бенатар, Дэвид — философ.

## Выпускники
- Аарон Клуг ( Нобелевская премия по химии 1982 года)
- Аллан Кормак ( Нобелевская премия по физиологии и медицине 1979 года)
- Джон Максвелл Кутзее ( Нобелевская премия по литературе 2003 года)
- Марк Нигрини (математик и аудитор)
- Макс Тейлер ( Нобелевская премия по физиологии и медицине 1951 года; закончил обучение в Лондоне)
- Дэймон Гэлгут, писатель
- Фанни Фридман — первая женщина в истории Эсватини, занявшая пост министра и ставшая первой женщиной-сенатором в своей стране с 1987 по 1993 год.